# Prowincja Nakhon Sawan
Nakhon Sawan (นครสวรรค์) – jedna z prowincji (changwat) Tajlandii. Sąsiaduje tylko z  prowincjami Kamphaeng Phet, Phichit, Phetchabun, Lop Buri, Sing Buri, Chai Nat, Uthai Thani i Tak. Nazwa Nakhon Sawan oznacza Niebiańskie miasto.